# كينغسلي جونز
كينغسلي جونز (بالإنجليزية: Kingsley Jones)‏ هو لاعب اتحاد الرغبي بريطاني، ولد في 5 أغسطس 1935 في Pontypridd ‏ في المملكة المتحدة، وتوفي في 26 يناير 2003 في بونتيكلون ‏ في المملكة المتحدة.